# Мвахенга
Мвахе́нга (англ. Mwahenga) — традиційна громада у складі дистрикту Румфі Північного регіону Малаві.
Населення — 20067 осіб (2018).